# Brusselse republiek

Zitting van Alva's Bloedraad (1567)

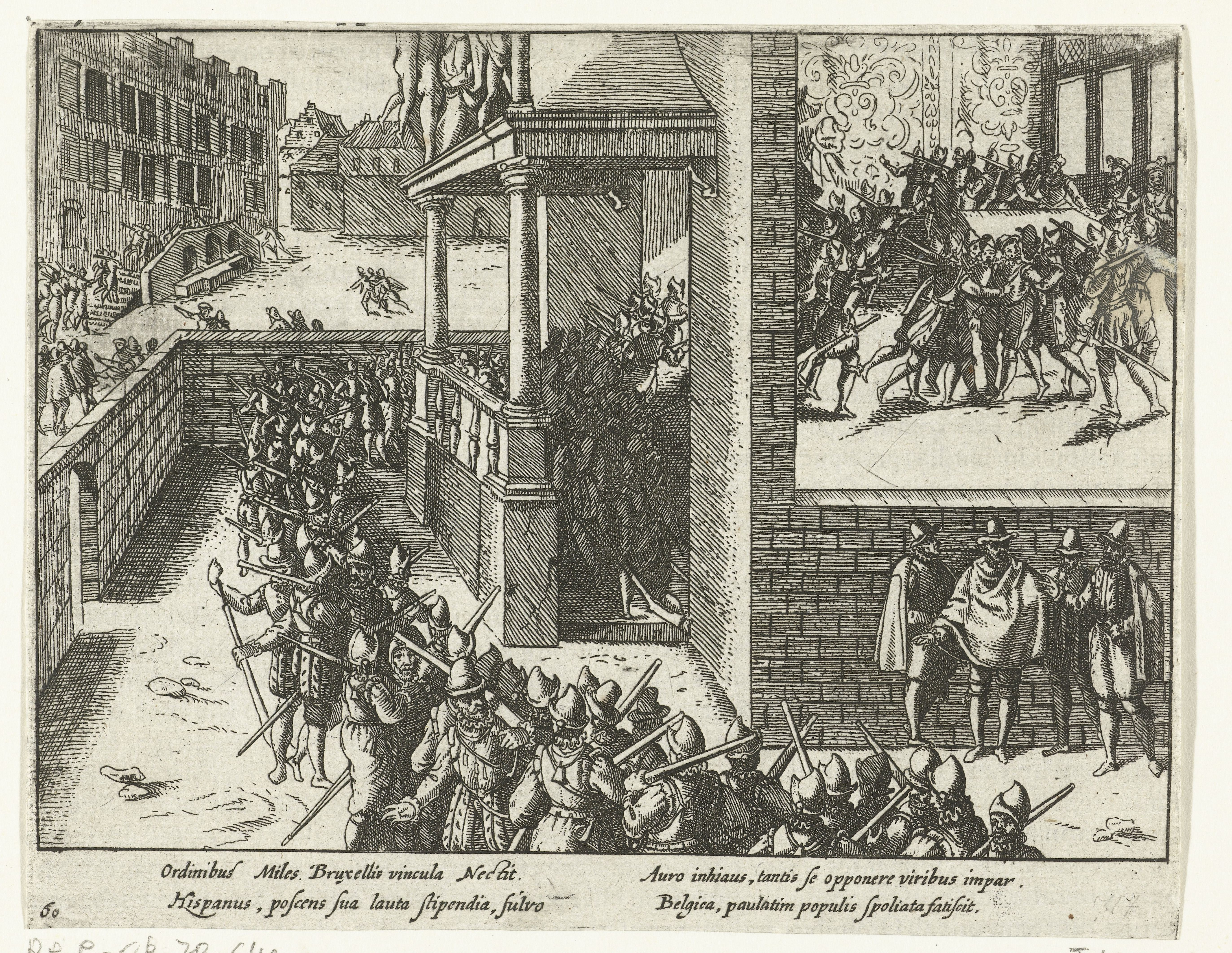
Leden van de Raad van State gevangengenomen, 1576

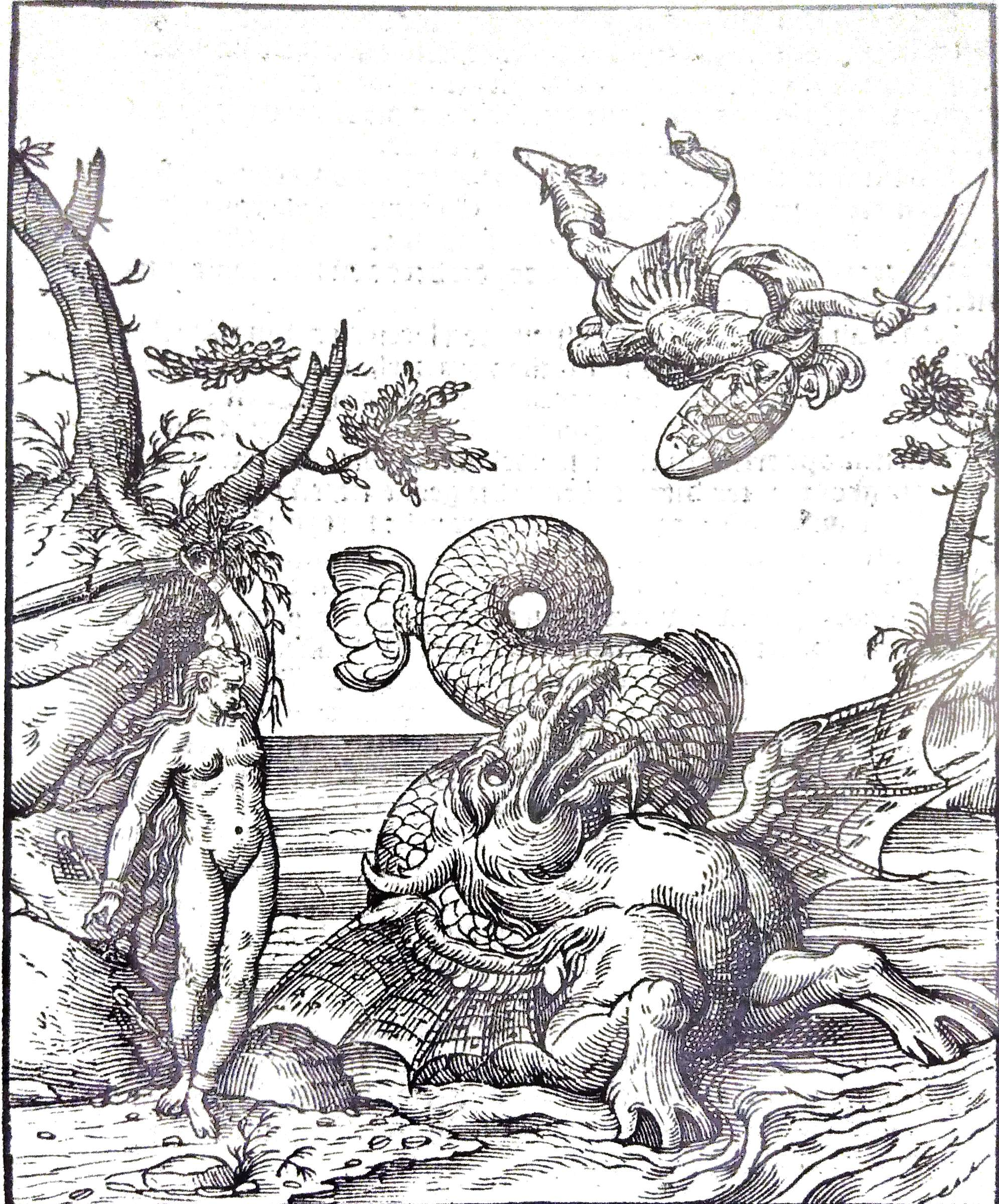
Prent van een tableau-vivant waarop Willem van Oranje vergast werd bij zijn intocht in Brussel (september 1577). Willem als Perseus die Andromeda (de Nederlanden) bevrijdt van het zeemonster (Spanje). Organisator Jan Baptist Houwaert had gezorgd voor een jonge maagd, alsoo naeckt als zy van moeder lyve gheboren was.

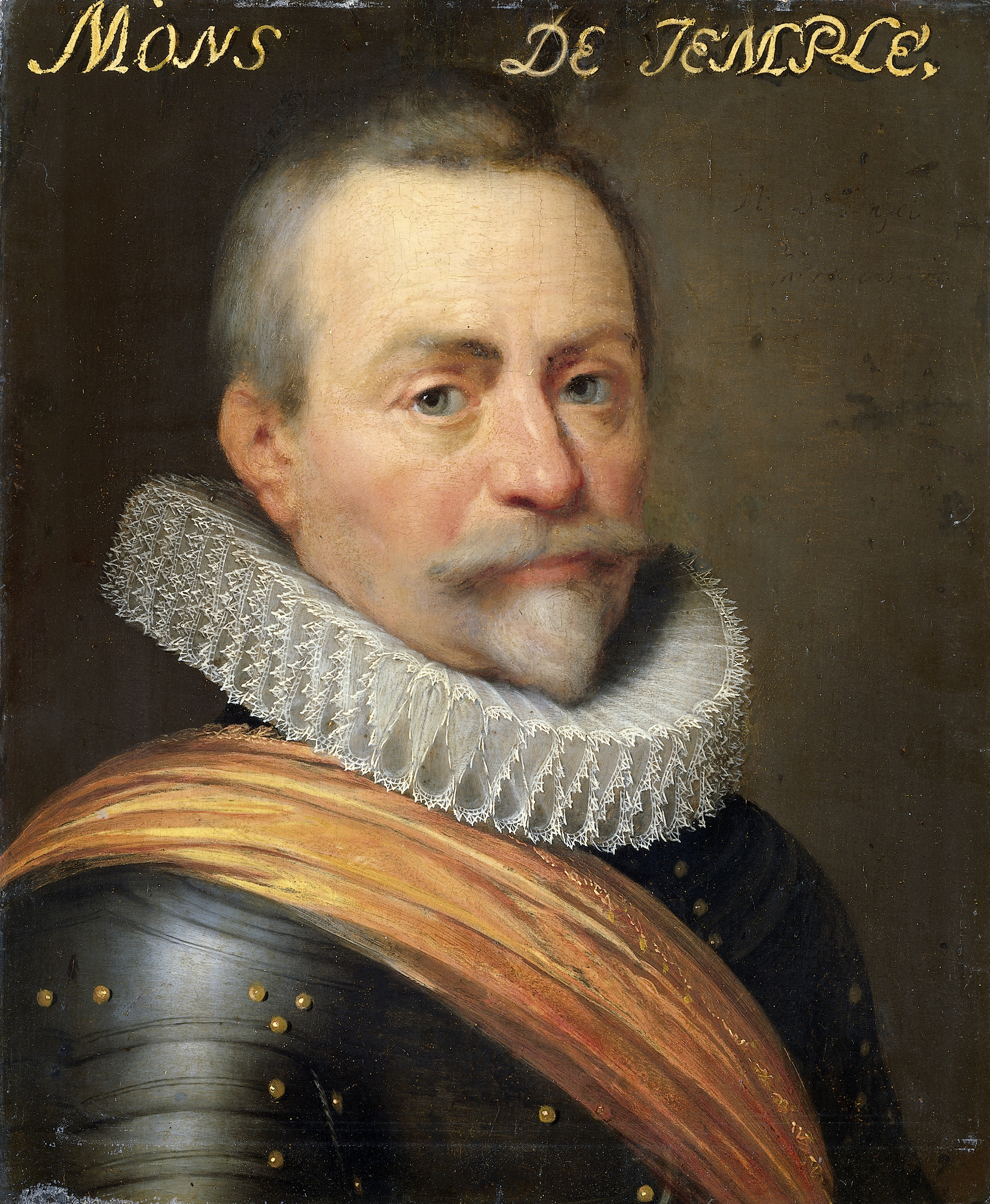
Olivier van den Tympel, de calvinistische gouverneur van Brussel (1579-1585)

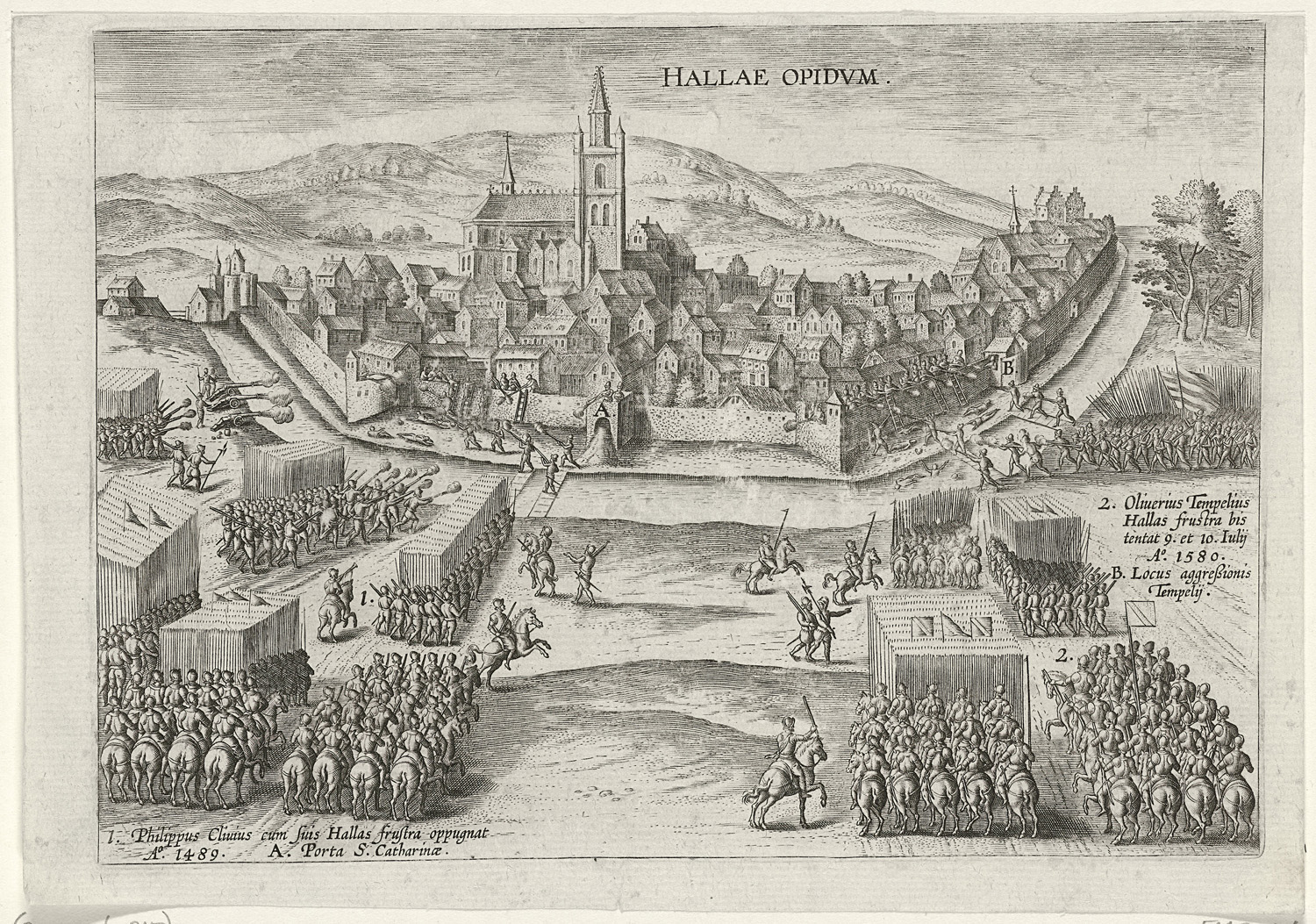
De mislukte aanval op Halle (juli 1580)

De Brusselse republiek is de gebruikelijke naam voor de periode waarin de stad Brussel zich in de context van de Nederlandse opstand ontworstelde aan het gezag van de Spaanse koning (1576-1585). Het begon met de gevangenneming van de Raad van State in 1576 en ging verder met de triomfantelijke intocht van Willem van Oranje op 24 september 1577. Geleidelijk radicaliseerde de opstand en namen de calvinisten onder Olivier van den Tympel het stadsbestuur over. Toch verklaarde de Brusselse republiek zich nooit soeverein zoals de Gentse dat deed. Landvoogd Alexander Farnese maakte er op 10 maart 1585 een einde aan na een beleg van ruim zes maanden.

## Aanloop
Brussel stond in 1566 aan de wieg van de Geuzenrevolte. Na decennia van kettervervolgingen besliste een deel van de (vooral lagere) adel om actie te ondernemen. Ze sloten het eedverbond der edelen en overhandigden op 5 april 1566 hun smeekschrift aan landvoogdes Margaretha. Daarin eisten ze onder meer de afschaffing van de inquisitie, maar ze vingen bot en werden uitgemaakt voor bedelaars (gueux, waarvan het woord "geus" is afgeleid). In juni verschenen de eerste hagenpredikers rond de Zennestad en in augustus brak in West-Vlaanderen de Beeldenstorm uit. Het Spaanse gezag intensiveerde de repressie en stuurde de hertog van Alva naar de Nederlanden. Hij verscheen op 22 augustus 1567 voor de poorten van Brussel met een leger van 12.000 man. Kort voordien hadden Willem van Oranje en vele protestanten de stad verlaten. Alva's hardhandige intenties waren voor Margaretha reden om ontslag te nemen. Op 30 augustus verliet ze de stad en was de weg vrij voor de nieuwe landvoogd.
Alva stelde een Bloedraad in (eerste zitting op 30 september 1567) en liet tientallen onthoofdingen uitvoeren. Zelfs gebouwen kon schuld treffen: het Hof van Culemborg, waar het eedverbond was gesloten, werd gesloopt en de grond met zout bestrooid. Het Paleis van Nassau werd geconfisqueerd. Om het neerslaan van de opstand te bekostigen, voerde Alva een belastinghervorming door die een einde maakte aan de beden. Vooral zijn Tiende Penning leidde tot nieuw oproer in de stad. Veel middenstanders sloten de deuren. Door de eerste successen van de geuzen en het katholieke verzet tegen zijn hertekening van de bisdommen, werd Alva's positie onhoudbaar. Hij gaf zijn ontslag "om gezondheidsredenen" en nadat het was aanvaard keerde hij in december 1573 terug naar Spanje.

## Orangistische machtsgreep
Op 21 juli 1576 zakten 1600 muitende Spanjaarden af naar Brussel. De stad had zich bewapend waarna de muiters maar de omgeving plunderden: Asse, de abdij van Affligem, Aalst, Denderleeuw, Liedekerke... De Staten van Brabant lichtten een leger van 2.600 man onder bevel van Willem van Heze. Het regiment van Jacob van Glymes werd in Brussel gelogeerd. De bevolking keerde zich tegen de Spanjaarden in de stad. Van Heze usurpeerde het militaire gezag van gouverneur Mansfeld. Op 4 september werd de Raad van State gearresteerd. Het regiment van Glymes en een stadsmilitie onder Hendrik de Bloyere drongen het Koudenbergpaleis binnen, waar de Raad in zitting was. De aanwezigen, Mansfeld, Berlaymont, Sasbout, Assonleville, Berty en Scharberger werden gevankelijk naar het Broodhuis gevoerd. Ook Del Rio werd gevangen gezet en enkele leden van de Geheime Raad (Fonck, Boisschot en Tassis). Op 8 september riepen de Staten van Brabant de Staten-Generaal samen. Stilaan werd duidelijk dat zich een orangistische samenzwering ontvouwde, al betuigden de officiële verklaringen nog steeds trouw aan de koning en zijn religie.
De machtsgreep van de Staten-Generaal werd bezegeld in de Pacificatie van Gent (8 november). De eerste Unie van Brussel hield nog de dialoog met Don Juan van Oostenrijk open, door er een katholieke lezing aan te geven (9 januari 1577). Daarna maakte het Eeuwig Edict de weg vrij voor zijn aanvaarding als landvoogd. Op 1 mei 1577 maakte Don Juan zijn intrede in Brussel, maar enkele maanden later nam hij Namen in en raakte hij enig krediet dat hij nog had definitief kwijt. Na enkele militaire successen tegen de Staatse troepen verloor hij de Slag bij Rijmenam (1 augustus). Dit was het sein voor Willem van Oranje om zijn triomfantelijke intocht in de hoofdstad te maken (24 september). Hij werd er ingehaald als een bevrijder en stelde aartshertog Matthias, benaderd door de Staten-Generaal als nieuwe landvoogd, volledig in de schaduw. De Staten van Brabant verklaarden Willem tot ruwaard van hun gewest (22 oktober). Hij drukte direct zijn stempel met de tweede Unie van Brussel, die tolerantie instelde tussen beide godsdiensten (10 december). In januari 1578 legden Matthias en Willem de eed af als respectievelijk landvoogd en luitenant-generaal der Nederlanden. Voor koning Filips II bleef Don Juan de enige gezagsdrager.
Het nieuwe stadsbestuur markeerde de cesuur met het vorige door het groepsportret van de Wet in de raadzaal te laten overschilderen (1577).

## Calvinistisch bewind
Na het verraad van Don Juan werd naast de Magistraat van Brussel een 26-koppig comité opgericht om de versterking en verdediging van de stad te organiseren. Omdat de 18 vertegenwoordigers van de ambachtsnaties het orgaan domineerden, sprak men van het Comité der XVIII. De leden waren katholiek, maar steunden de opstand en Willem van Oranje. Zijn benoeming tot ruwaard gebeurde onder hun impuls.
Bij het uiteenvallen van de Nederlanden in januari 1579 koos Brussel voor de protestantse Unie van Utrecht (de toetreding gebeurde in ieder geval vóór juli 1579). Willems kolonel, de calvinist Olivier van den Tympel, werd militair gouverneur van de stad. Hij stond aan het hoofd van de nieuw opgerichte Oorlogsraad (juli 1579), die al snel politieke invloed uitoefende.
Militaire druk zorgde voor een radicalisering van de situatie. De Staatse nederlaag in de Slag bij Gembloers (31 januari 1578) had in Henegouwen en Artesië de malcontentenbeweging doen ontstaan, die zich tegen de protestanten keerde en het Brabantse platteland plunderde. De vergaderingen van de Staten-Generaal werden uit veiligheidsoverwegingen naar Antwerpen verplaatst. Aanvallen van Filips van Egmond en Spaanse troepen uit Leuven werden afgeslagen (juni 1579). Na de komst van Schotse hulptroepen brak een Beeldenstorm uit waarin het schrijn van Sint-Goedele verdween. Het Granvellepaleis werd geplunderd, net als de hoven van Mansfelt en Aarschot.
Bij de wetsvernieuwing van 1580 kwamen er calvinisten in de stadsmagistraat, en ook de negen naties werden uitgezuiverd. Op 1 mei werden alle openbare uitingen van katholicisme verboden. De protestanten kregen recht op armenzorg en hun predikanten bekwamen een stadstoelage. Het calvinistische Brussel voerde strijd buiten de muren. Van den Tympel ontzette Willebroek en trachtte zich meester te maken van kleine steden in de omgeving. Dit lukte met Nijvel (25 januari 1580), Mechelen (Engelse Furie, 9 april) en Diest (8 juni), maar andere steden wisten hem af te slaan (Aanval op Halle, 9-10 juli 1580; Leuven, 1582). Binnen de muren keerde de situatie zich ten nadele van de katholieken. De openbare beoefening van het roomse geloof werd verboden en hun priesters en kloosterlingen uit de stad verdreven. De abdijen van Vorst, Dielegem en Grimbergen werden geplunderd en de buit te Brussel openbaar verkocht (april 1580). Even later was de Brusselse kloosters eenzelfde lot beschoren.
Deze escalatie werd bezegeld door de definitieve breuk van de opstandelingen met Spanje (Plakkaat van Verlatinghe, 26 juli 1581).

## Beleg en nederlaag
Brussel raakte steeds verder geïsoleerd door overwinningen van de behendige landvoogd Alexander Farnese. Op 22 juli 1583 moest Oranje Antwerpen verlaten en op 20 mei 1584 verzoenden Brugge en het Brugse Vrije zich met Farnese. Ook kleine buursteden vielen in Spaanse handen. Ondertussen werd het calvinisme binnen de stadsmuren steeds radicaler en vervreemdde het een deel van de opstandelingen. In september 1584 kon Farnese de stad omsingelen en begon het beleg van Brussel. Uiteindelijk moest Olivier van den Tympel op 10 maart 1585 de stad overgeven. Protestanten kregen de keuze om te vertrekken of tot het katholieke geloof terug te keren. Velen kozen voor de eerste optie en vertrokken. Onder hen de predikant Petrus Plancius, die in Amsterdam bijdroeg aan de oprichting van o.a. de VOC.
Met het herstel van de katholieke heerschappij deed ook de inquisitie opnieuw haar intrede. Het levend begraven van Anna Utenhoven was de laatste protestantenexecutie die werd voltrokken (19 juli 1597).

## Voetnoten
1. ↑  Het was van 1488 en de Vlaamse Opstand tegen Maximiliaan geleden dat de Staten zich dit initiatiefrecht hadden aangematigd.
2. ↑  E. Roobaert, "Het Oordeel van Salomo: archivalische toelichting bij het leven en werk van Michiel van Coxcie (1499-1592) te Brussel" in: Handelingen Koninklijke Kring voor Oudheidkunde, Letteren en Kunst van Mechelen, vol. 109, 2005, nr. 1, p. 153-204
3. ↑  Hiermee grepen de naties terug naar de revolutie van 1477, toen hun commissie van XVIII in het stadhuis beraadslaagde "onder de kroon" (terug ingetrokken door keizer Karel V in 1528)
4. ↑  'Brief van de Regeering der Stad Brussel aan die van Utrecht, verzoekende, op grond van de Unie, hulp tegen de Malcontenten; 29 juny 1579', in: L. P. van de Spiegel, J. Ermerins, Bundel van onuitgegeeven stukken: dienende ter opheldering der Vaderlandsche historie en regeeringsform, en voornaamelyk der historie van de unie van Utrecht, verzameld en met eenige aanmerkingen vermeerderd, vol. 2, 1783, 160-162
5. ↑  Beatrijs Augustyn e.a., De gewestelijke en lokale overheidsinstellingen in Brabant en Mechelen tot 1795, 2014
6. ↑  René van Stipriaan, De zwijger. Het leven van Willem van Oranje, 2021, p. 610
7. ↑  Michel Baelde, Het vredesverdrag van Farnèse met het Brugse Vrije repressief toegepast (1587) in: Biekorf, 1986, p. 160-161. Gearchiveerd op 17 januari 2023.